# Trumbull (Nebraska)
Trumbull ist ein Dorf (Village) im Adams und Clay County im Süden von Nebraska, Vereinigte Staaten. Das U.S. Census Bureau hat bei der Volkszählung 2020 eine Einwohnerzahl von 194 ermittelt.

## Geschichte
Trumbull wurde 1886 gegründet, als die Burlington and Missouri River Railroad ihr Streckennetz von Aurora nach Hastings erweiterte. Der erste Zug erreichte den Ort im September. Zu dieser Zeit gab es im Ort ein Getreidesilo, ein Holzlager und einige Häuser. Das erste Postamt eröffnete 1887. Benannt ist das Dorf zu Ehren des Ministers, der die erste Kirche in der Gegend gründete.

## Geografie
Das Dorf liegt im Nordwesten des Countys, auf der Grenze zum Adams County. Die nächstgelegene größere Stadt ist Hastings (14 km westlich).

## Verkehr
Der Ort ist vom Westen über den U.S. Highway 34 zu erreichen, der in unmittelbarer Nähe vorbeiführen.
Der nächstgelegene Flugplatz ist der Hastings Municipal Airport.